# OMI (chanteur)
Pour les articles homonymes, voir OMI.
Samuel Omar Pasley, plus connu sous le de OMI, né le 3 septembre 1986 à May Pen dans la Paroisse de Clarendon (Jamaïque), est un chanteur de reggae jamaïcain.

## Biographie

### Enfance et Carrière
Fils du musicien Jah Ken, OMI baigne dans la musique dès son plus jeune âge. Mélangeant soul, rap, gospel et reggae, l'artiste se fait connaître avec ses premiers morceaux Standing on All Threes, Fireworks et surtout Cheerleader. Enregistrée en 2012 et sortie en 2014, cette chanson est ensuite remixée par le DJ allemand Felix Jaehn, chez Sony Music sous les conseils de Clifton Dillon. Elle devient un tube en Europe en mars 2015, se classant numéro un des ventes en Australie, Autriche, Belgique, Danemark, Allemagne, Pays-Bas, Suède, Suisse et France.

## Récompenses et nominations
| Année | Cérémonie             | Travail nommé                        | Résultat   |
| ----- | --------------------- | ------------------------------------ | ---------- |
| 2015  | NRJ Music Awards 2015 | Révélation Internationale de l'année | Nomination |
| 2015  | NRJ Music Awards 2015 | Chanson Internationale de l'année    |            |

## Discographie

### Albums
| Me 4 U          | - Sortie: 16 octobre 2015 - Format: CD, téléchargement - Label: Ultra, Columbia, Sony | 37 | 18 | 25 | 62 | 9 | 89 | 51 |
| "—" non classé. |                                                                                       |    |    |    |    |   |    |    |

### Singles
| Titre                                     | Année | Classement | Classement | Classement | Classement | Classement | Classement | Classement | Classement | Classement | Classement | Classement | Classement | Certifications | Album  |
| Titre                                     | Année | AUS        | CAN        | DAN        | FRA        | ALL        | NL         | SUE        | SUI        | UK         | US         | US Pop     | JAP        | Certifications | Album  |
| ----------------------------------------- | ----- | ---------- | ---------- | ---------- | ---------- | ---------- | ---------- | ---------- | ---------- | ---------- | ---------- | ---------- | ---------- | --- | ------ |
| "Cheerleader" (featuring Felix Jaehn)     | 2014  | 1          | 1          | 1          | 1          | 1          | 1          | 1          | 1          | 1          | 1          | 1          | 46         | - ARIA: 4× Platine - MC: 2× Platine - IFPI DEN: 2× Platine - BVMI: 3× Or - RMNZ: 3× Platine - GLF: 6× Platine - BPI: 2× Platine - RIAA: 3× Platine | Me 4 U |
| "Hula Hoop"                               | 2015  | 8          | 19         | 8          | 67         | 12         | 20         | 3          | 37         | 75         | 116        | 39         | —          | - ARIA: Platine | Me 4 U |
| "Drop in the Ocean" (featuring AronChupa) | 2016  | —          | —          | —          | —          | —          | —          | —          | —          | —          | —          | —          | —          | |        |
| "—" non classé.                           |       |            |            |            |            |            |            |            |            |            |            |            |            | |        |

### Autres chansons
- Standing on All Threes (2011)
- Cheerleader (2012)
- Fireworks (2012)
- Take It Easy (2013)
- Colour of My Lips (featuring Busy Signal, 2014)

### Collaborations
- I Found a Girl (The Vamps feat. OMI, 2016)
- Seasons (Shaggy feat. OMI, 2017)
- Never (Marcus & Martinus feat. OMI, 2018)
- Jambo (Takagi & Ketra feat. Giusy Ferreri & OMI, 2019)
- I'm On My Way (Bob Sinclar feat. OMI, 2020)